# Беријен Спрингс (Мичиген)
Беријен Спрингс (енгл. Berrien Springs) град је у америчкој савезној држави Мичиген.

## Демографија
По попису из 2010. године број становника је 1.800, што је 62 (-3,3%) становника мање него 2000. године.
| Група             | 2000.         | 2010.         |
| Белци             | 1.366 (73,4%) | 1.193 (66,3%) |
| Афроамериканци    | 206 (11,1%)   | 233 (12,9%)   |
| Азијати           | 75 (4,0%)     | 91 (5,1%)     |
| Хиспаноамериканци | 166 (8,9%)    | 233 (12,9%)   |
| Укупно            | 1.862         | 1.800         |